# Herb Wiednia
Herb Wiednia (niem. Wappen der Bundeshauptstadt Wien) – jeden z symboli miejskich Wiednia – stolicy Austrii. 
Herb występuje w dwóch wersjach. Podstawową stanowi czerwona tarcza z białym krzyżem. W formie urzędowej czerwona tarcza z białym krzyżem umieszczona jest na czarnym, jednogłowym orle ze złotym dziobem i pazurami. Wizerunek urzędowy stosowany jest również na pieczęciach krajowych – kraju związkowego Wiedeń i gminnych – gminy Wiedeń .

## Historia
Najstarszy wizerunek pieczęci miejskiej pochodzi z dokumentów z 1228 roku i przedstawia wyłącznie orła. Pieczęć ta była używana aż do XVI wieku. 
Pod koniec XIII wieku pojawił się pierwszy wizerunek krzyża jako symbolu miasta. Był on umieszczony na monetach. Prawdopodobnie był on umieszczony dla upamiętnienia udziału niektórych mieszczan w wyprawach krzyżowych. 
W XIV wieku miasto zaczęło używać również pieczęci z wizerunkiem książęcego herbu Babenbergów – białej poziomej belki na czerwonym polu. Pieczętowano nią jednak dokumenty wystawiane przez miasto w imieniu władcy. 
Pierwszy wizerunek orła trzymającego tarczę z krzyżem pochodzi z 1327 roku.
26 września 1461 roku cesarz Fryderyk III nadał miastu prawo umieszczenia w herbie i na pieczęciach dwugłowego orła w cesarskiej koronie. Miasto zostało pozbawione tego przywileju dwa lata później z powodu nielojalności wobec cesarza, a przywilej został przekazany miastu Krems. W 1465 roku miasto pogodziło się z cesarzem i ponownie otrzymało w herbie dwugłowego orła z cesarską koroną oraz z czerwoną tarczą z białym krzyżem na piersiach. Przez kolejne wieki zmiany były jedynie stylistyczne.
Kolejną zmianę przeprowadzono dopiero w 1925 roku. Oficjalnym herbem stał się krzyż na czerwonym polu. Dodatkowo herb pozwolono umieszczać na jednogłowym orle bez korony, tak jak w XIV wieku.
W 1934 roku została uchwalona ustawa o małych i wielkich wersjach herbów. Małym herbem ustanowiono biały krzyż na czerwonej tarczy, natomiast wielkim herbem ustanowiono wizerunek sprzed 1925 roku. W 1938 roku zlikwidowano małą wersję herbu. Po Anschlussie Austrii zamieniono koronę Fryderyka III na koronę Rzeszy.
Po II wojnie światowej powrócono do formy z 1925 roku.

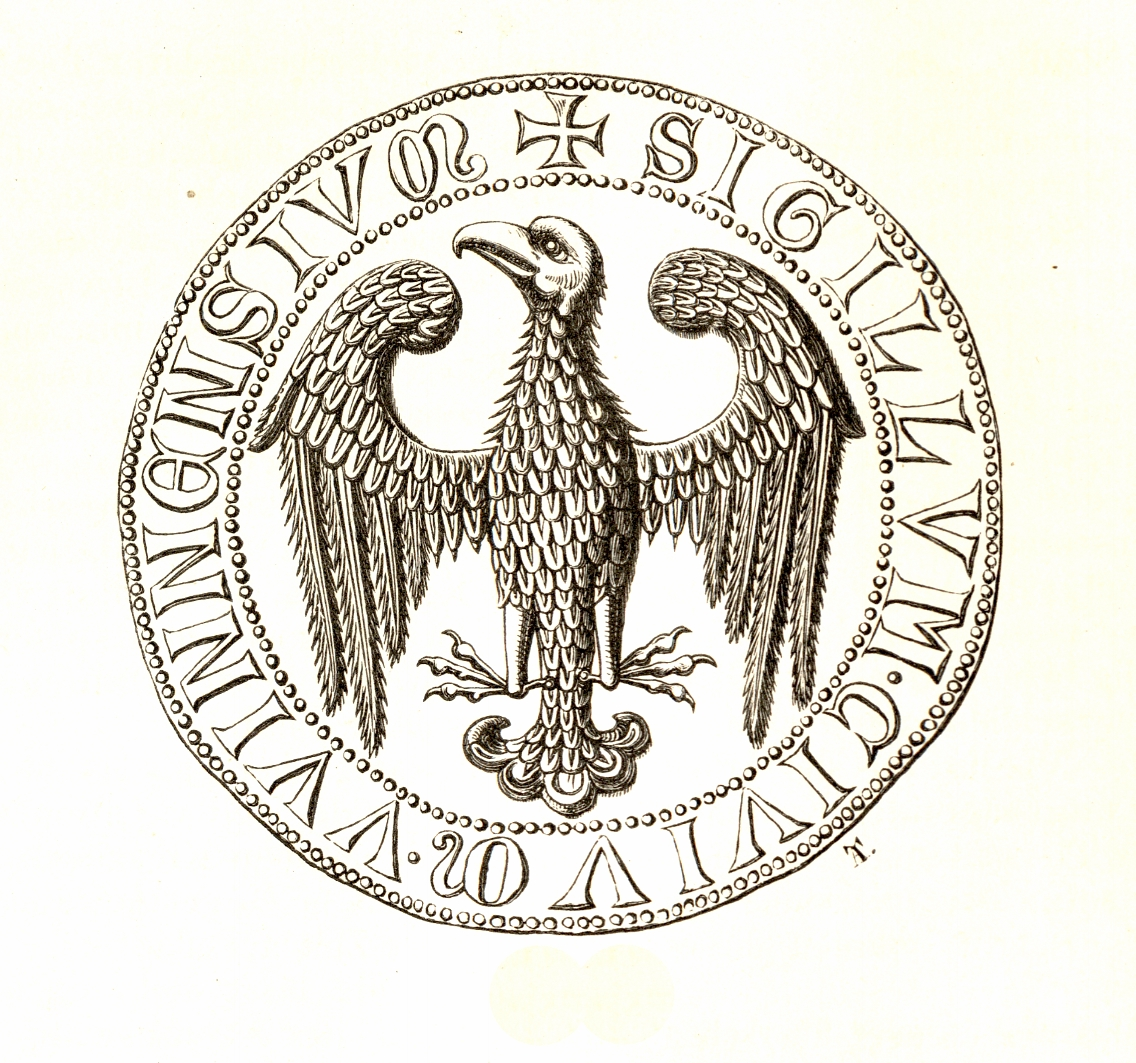
Pieczęć z 1239
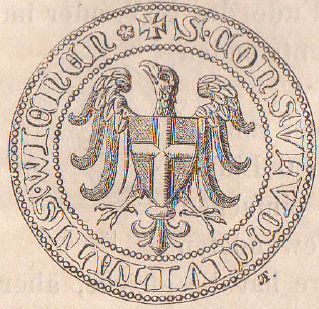
Pieczęć z 1346
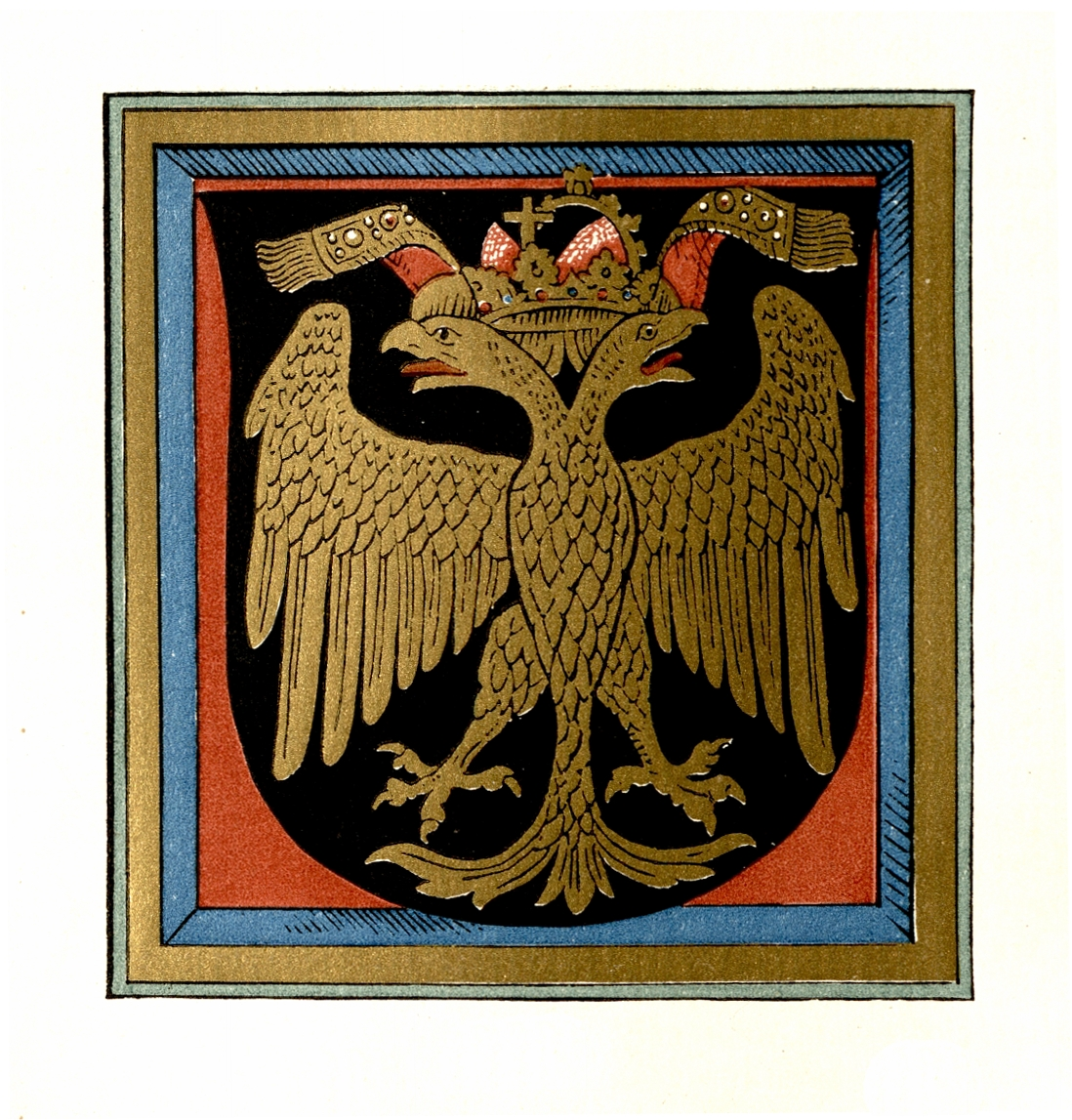
Herb z 1461
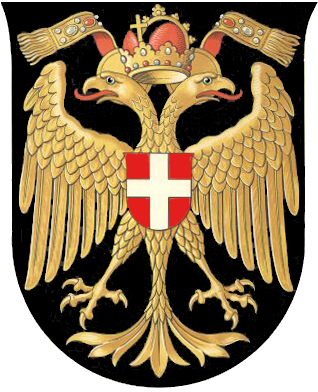
Herb w latach 1465–1925 i 1934–1938
Pieczęć z 1926
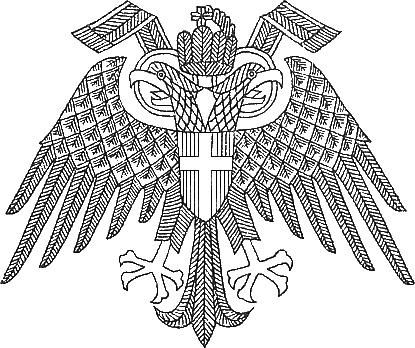
Herb w latach 1938–1945